# William Lester Suff
William Lester „Bill“ Suff, auch bekannt als Riverside Prostitute Killer oder Lake Elsinore Killer (* 20. August 1950 in Torrance, Kalifornien, USA), ist ein US-amerikanischer Serienmörder.

## Biografie

### Frühes Leben
Über die Kindheit und Jugend Suffs ist wenig bekannt. Er ist mit vier jüngeren Geschwistern bei seiner allein erziehenden Mutter aufgewachsen. Er galt als mittelmäßiger Schüler, schloss die High School in Lake Elsinore ab. Danach ging er zur Armee nach Texas und heiratete 1969 seine erst 16-jährige Freundin Teryl; sie wurden Eltern eines Sohnes und einer Tochter. 1974 wurde er wegen Totschlags an seiner zwei Monate alten Tochter zu einer Freiheitsstrafe von 70 Jahren verurteilt. Nach zehn Jahren in einem texanischen Gefängnis wurde er 1984 wegen guter Führung auf Bewährung entlassen und zog zurück nach Kalifornien.
1986 begann Suff, als Lagerarbeiter für ein Magazin des Los Angeles County zu arbeiten. Freunde beschrieben ihn als freundlichen, eher introvertierten Mann, der in seiner Freizeit Geschichten schrieb und Kochbücher verfasste. Bei einem örtlichen Kochwettbewerb gewann sein Chili con Carne den ersten Preis. 1990 heiratete er eine 18-jährige Verkäuferin und wurde erneut Vater.

### Mordserie
Am 30. Oktober 1986 stieß ein Schrottsammler auf einem Industriegelände bei Riverside auf die Leiche einer Frau. Diese konnte später als die 23-jährige Michelle Yvette Gutierrez identifiziert werden, die von Corpus Christi nach Kalifornien gezogen war. Gutierrez soll mehrmals vergewaltigt und anschließend mit einem Gürtel stranguliert worden sein.
Am 11. Dezember 1986 fand man die 24-jährige Charlotte Jean Palmer aus Anna (Illinois) bei Romoland in der Nähe des Highway 74 tot auf. Ihre Leiche war mit Messerstichen und Schlägen derart malträtiert worden, dass der Gerichtsmediziner die genaue Todesursache nicht feststellen konnte. Da die beiden Tatorte nur etwa 40 km voneinander entfernt lagen, gingen die Ermittler davon aus, dass es sich in beiden Fällen um ein und denselben Täter handelte.
Im Januar 1987 fand man in Lake Elsinore die Leiche der 37-jährigen Linda Ann Ortega, die bereits seit mindestens drei Tagen tot war. Auffällig waren der hohe Alkoholspiegel und das Kokain, welches man in Ortegas Blut nachweisen konnte. Da man bei ihr entsprechende Ausweise fand, wurde offensichtlich, dass Ortega sich als Prostituierte ihren Lebensunterhalt verdiente. Die Polizei ging nun von einer Mordserie aus.
Mitte April 1987 starb das vierte Opfer. In einer Schlucht in der Nähe des Ortega-Tatorts fanden Spaziergänger am 2. Mai 1987 die nackte Leiche der erdrosselten 27-jährigen Prostituierten Martha Bess Young aus Albuquerque. Diese war bereits seit mindestens drei Wochen tot; in ihrem Blut konnte zudem eine Überdosis Amphetamine festgestellt werden.
Von der Polizei von Riverside County wurde eine Arbeitsgruppe eingerichtet, der Polizeichef Linford Richardson und Sheriff Al Hearn vorstanden. Neben Captain Bill Reynolds, Lieutenant William H. Caldwell und Sheriff Cois Byrd gehörten der Einsatzgruppe auch 14 Mitarbeiter des FBI an. Diese war somit die größte Sonderkommission, die je in Riverside County zur Aufklärung von Verbrechen gegründet wurde.
Mehr als eineinhalb Jahre vergingen, in denen man keine Leichen fand. Man vermutete bereits, die Mordserie habe ein Ende gefunden, als am 27. Januar 1989 erneut eine Prostituierte tot aufgefunden wurde. Die 37 Jahre alte Linda Mae Ruiz wurde wie Linda Ann Ortega am Lake Elsinore getötet. Sie wurde vom Serienmörder besonders grausam ermordet, er vergrub den Kopf seines stark alkoholisierten Opfers im Sand und überließ es dem Erstickungstod.
Sechs Monate später, am 28. Juni 1989, wurde im Cottonwood Canyon der Leichnam der 28-jährigen Kimberly Lyttle gefunden, die, wie der Großteil der Opfer, drogensüchtig gewesen war und aus dem Rotlichtmilieu stammte. Auch sie war vergewaltigt und stranguliert worden. Auffällig am Tatort war, dass der Mörder erstmals Fehler gemacht hatte und Schamhaare sowie Fasern seiner Kleidung am Opfer zurückließ und den Ermittlern so erste Spuren lieferte.
Am 11. November 1989 ermordete Suff bei der Straße, die in den Temescal Canyon führt, die 36 Jahre alte Prostituierte Judy Lynn Angel. Angel war mit einem Messer getötet worden. Dabei hatte sie sich wohl zur Wehr gesetzt, sodass ihre Leiche tiefe Schnittwunden an den Händen aufwies. Außerdem war ihr Schädel zertrümmert worden.
Am 13. Dezember 1989, einen Monat später, wurde in Quail Valley die Leiche der 23-jährigen Prostituierten Christina Leal entdeckt, die wegen Drogenbesitzes bereits mehrmals zu Gefängnisstrafen verurteilt worden war. Da Leals Korpus keine Spuren eines Kampfes aufwies, gingen die Ermittler davon aus, dass sie einvernehmlichen Geschlechtsverkehr mit dem Täter gehabt hatte. Dieser hatte ihr einen Stich ins Herz zugefügt und sie anschließend stranguliert.
Die Ermittler standen unter Druck, da der Serienmörder nun in immer kürzer werdenden Zeitabständen mordete. Am Morgen des 18. Januar 1990 wurden sie zu einem Tatort in der Nähe der Interstate 15 am Lake Elsinore gerufen wurden, wo ein Jogger die Leiche der strangulierten 24-jährigen Prostituierten Darla Jane Ferguson gefunden hatte. Erstmals konnten die Polizisten Reifenspuren am Tatort sicherstellen, die vom Täter stammen konnten.
Die Mordserie forderte am 8. Februar 1990 bei Highgrove ihr mittlerweile zehntes Opfer; dabei handelte es sich um die 35-jährige Carol Lynn Miller, eine Gelegenheitsprostituierte, die von ihren Angehörigen einen Monat zuvor als vermisst gemeldet worden war. Sie war vergewaltigt und erstickt worden. Wie bei den anderen Opfern zuvor wurden auch hier Schamhaare und Fasern des Täters sichergestellt.
Um den 6. November 1990 schlug Suff im Nordosten von Riverside erneut zu. In der Palmyrita Avenue fand ein Mann auf einem Industriegelände die Leiche der schwer misshandelten 33-jährigen Cheryl Coker, der vom Täter die rechte Brust mit einem Messer abgetrennt worden war. Daraufhin setzten die Ermittler der Sonderkommission ein Kopfgeld von 100.000 Dollar zur Ergreifung des Täters aus.
Am 21. Dezember 1990 fand der Hausmeister einer Fabrik in der Iowa Avenue in Riverside die Leiche des 13. Opfers, der 27-jährigen Prostituierten Susan Sternfeld. Die Leiche der 42 Jahre alten Kathleen Leslie Milne wurde am 19. Januar 1991 von einem Motorradfahrer am Lake Elsinore gefunden. Je mehr Opfer die Mordserie des Serienkillers forderte, desto intensiver wurde von Seiten der Polizei, aber auch der Medien, nach ihm gefahndet; so waren die Fälle beispielsweise Thema in der Fernsehsendung America's Most Wanted. Auch wurde die Anzahl der Ermittler erhöht, sodass zwischenzeitlich bis zu 20 Strafverfolgungsbehörden sowie private Unternehmen involviert waren. Dennoch schienen alle Bemühungen, den Mörder zu fangen, nicht zu fruchten.
Am Morgen des 27. April 1991 wurde die Leiche der 24 Jahre alten Cherie Michelle Payseur in einem Blumenbeet auf einem Parkplatz eines Bowlingzentrums entdeckt. Payseur war ebenfalls eine Prostituierte, die vergewaltigt und erwürgt worden war.
Das 15. Opfer des Mörders war die 37-jährige Sherry Ann Latham, deren Leiche von Ausflüglern am 4. Juli 1991 im Railroad Canyon entdeckt wurde. Erstmals beging der Täter einen großen Fehler, als er am Tatort Haare zurückließ, die nicht von einem Menschen, sondern von einer Hauskatze stammten. Latham selbst, so ihre Freunde, hatte keine Katze.
Am 15. August 1991 erzielten die Ermittler den ersten Durchbruch. In der Nähe der University of California nahm an jenem Tag ein Mann eine Prostituierte, der er sich als „John“ vorstellte, zu sich in seinen grauen Van. Der besagte „John“ beschimpfte die Prostituierte und schlug brutal auf sie ein. Im letzten Augenblick gelang es ihr, die Beifahrertür zu öffnen und zu entkommen. „John“ stoppte sein Fahrzeug an einer Straßenecke, an der eine Bekannte der gerade entkommenen Frau ebenfalls auf Freier wartete. Kelly Marie Hammond, 23 Jahre alt, konnte nicht schnell genug reagieren, als sie der Fahrer ins Auto zerrte und mit ihr davonfuhr. Hammonds Leiche wurde noch am selben Tag an der Ecke Sampson Avenue/Delilah Street entdeckt. Dennoch hatten die Polizisten durch die Beschreibung der entkommenen Frau ein Phantombild des Täters sowie eine Beschreibung des Fahrzeugs. Beides wurde im Fernsehen und Tageszeitungen der Öffentlichkeit mitgeteilt.
Trotz des Teilerfolgs der Polizei mordete der Riverside Prostitute Killer weiter und schlug am 13. September 1991 erneut zu. Das Opfer war die 30-jährige Prostituierte Catherine McDonald, die ein Bauarbeiter auf einer Baustelle in den Tuscany Hills entdeckte. Mit diesem Mord wich Suff erstmals von seinem Muster ab, weiße Frauen zu ermorden, da McDonald Afroamerikanerin war. Wie bei Cheryl Coker hatte er auch McDonald’s Brust abgetrennt, diese jedoch nicht in unmittelbarer Nähe des Tatorts entsorgt. Suff wollte dadurch anscheinend eine falsche Spur legen, da kurz zuvor im Fernsehen ein Profil des Serienmörders veröffentlicht worden war, wonach der gesuchte Serienmörder ein weißer Mann sei, dessen bevorzugte Opfer weiße Frauen seien.
Eineinhalb Monate später, am 30. Oktober 1991, fand ein Mann am Summerhill Drive die Leiche der 35 Jahre alten Gelegenheitsprostituierten Delliah Zamora Wallace, die stranguliert worden war.
Am 22. Dezember 1991 wurde bei der Victoria Avenue der Leichnam der 39-jährigen Eleanore Ojeda Casares entdeckt. Auch ihre Leiche war verstümmelt worden. Casares war das 19. und gleichzeitig letzte Opfer der Mordserie.

### Festnahme
In der Nacht vom 8. auf den 9. Januar 1992 fuhr Officer Frank Orta auf der University Avenue Streife, in einer Gegend, in der Prostitution und Kriminalität an der Tagesordnung waren. Plötzlich fiel ihm ein Van auf, auf den die Beschreibung des Wagens zutraf, der vor fünf Monaten im Mordfall Kelly Hammond benutzt wurde. Orta schaltete seine Sirene ein und zwang den Fahrer des Vans anzuhalten. Bei der Kontrolle des Wagens und seines Fahrers, eines Mannes mit dem Namen William Lester Suff, fiel auf, dass Suffs Führerschein abgelaufen war und seine Fahrzeugpapiere ungültig waren. Man brachte ihn für weitere Vernehmungen aufs Riverside Police Department. Hier leugnete Suff zunächst, etwas mit den Morden zu tun zu haben. Doch Blut- sowie DNA-Untersuchungen ergaben, dass es seine Schamhaare und Fasern waren, die bei einigen Opfern sichergestellt worden waren. Erst nach Stunden der Vernehmungen gab Suff Geständnisse in allen 19 Mordfällen ab.

### Prozess
Am 28. Februar 1992 kam es zur ersten Anhörung vor Richterin Becky Dugan. Obwohl Suffs Anwalt Floyd Zagorsky in zwei der 19 Mordfällen, die seinem Mandanten angelastet wurden, auf „nicht schuldig“ plädierte, entschied Richterin Dugan, dass Suff der Prozess gemacht werden sollte. Bis der Prozess gegen Suff am 25. März 1995 eröffnet werden konnte, vergingen weitere drei Jahre. Den Vorsitz hatte Richter W. Charles Morgan; die Vertretung der Staatsanwaltschaft übernahm Paul E. Zellerbach. Aufgrund der Kompliziertheit des Falles wurde Suff von zwei Rechtsbeiständen verteidigt: Randolph K. Driggs und Frank S. Paisly. Suff wurde in nur 13 Mordfällen der Prozess gemacht. Bei den übrigen sechs Frauenleichen hatte man keine eindeutigen Spuren sicherstellen können, die Suff als Täter belasteten.
Während Staatsanwalt Zellerbach Suff als sadistischen Sexualmörder darzustellen versuchte, den es erregte, Frauen zu ermorden, beschrieb Suffs Verteidiger Peasley seinen Mandanten als einen Mann, der „zur falschen Zeit am falschen Ort“ gewesen sei. Der Prozess, bei dem über 30 Zeugen aussagten, dauerte 54 Tage. Die Geschworenen mussten sich weitere vier Tage beraten, ehe Richter Morgan am 17. August 1995 das Urteil verkündete. In zwölf der dreizehn Mordfälle wurde William Lester Suff schuldig gesprochen und zum Tod verurteilt. Die Ermittler gingen auch davon aus, dass er außer den bekannten 19 Morden drei weitere Frauen in den frühen 1970er Jahren ermordet hatte; allerdings konnten ihm diese nicht zur Last gelegt werden, da eindeutige Spuren fehlten.
Seit 1995 sitzt Suff im San Quentin State Prison und wartet auf seine Hinrichtung. Bis heute kämpft er um seine Rehabilitation, da er sich selbst als Justizopfer und Sündenbock betrachtet. Auch ist bis heute kein Motiv für seine Taten ersichtlich.